# Joe Savery
Joseph Cain Savery (né le 4 novembre 1985 à Houston, Texas, États-Unis) est un lanceur gaucher des Ligues majeures de baseball sous contrat avec les White Sox de Chicago.

## Carrière
Joe Savery est drafté par les Dodgers de Los Angeles au 15e tour de sélection en 2004 mais ne signe pas avec l'équipe et s'engage plutôt à l'Université Rice de Houston. Il devient en 2007 le choix de première ronde des Phillies de Philadelphie.
Savery fait ses débuts dans le baseball majeur comme lanceur de relève pour Philadelphie le 20 septembre 2011. Il effectue quatre sorties sans accorder de points en deux manches et deux tiers lancées pour les Phillies en fin de saison 2011. De 2011 à 2013, Savery apparaît dans 41 matchs des Phillies, toujours comme lanceur de relève. Sa moyenne de points mérités s'élève à 4,15 en 47 manches et deux tiers de travail. Il remporte trois victoires contre deux défaites.
En 2014, il dispute trois rencontres des A's d'Oakland. Il signe un contrat des ligues mineures avec les White Sox de Chicago le 22 janvier 2015.